# Тасагар
Тасагар (якут. Тааһаҕар) — село в Вилюйском улусе Якутии России. Административный центр и единственный населённый пункт Тасагарского наслега. Население — 555 чел. (2021), большинство — якуты .

## География
Село расположено на западе региона, в восточной части Центрально-Якутской равнины. В геоморфологическом отношении находится в пределах древней аллювиальной равнины Вилюйского бассейна. Почвообразующие породы представлены аллювиальными отложениями неоднородного механического состава, где преобладают суглинки. В пределах почвенного профиля они чередуются слоистыми аллювиальными отложениями, преимущественно песчаного механического состава. Территория села относится к зоне с умеренной сейсмической активностью.
Географическое положение
Расстояние до улусного центра — города Вилюйск — 57 км.
Климат
В населённом пункте, как и во всем районе, климат резко континентальный, с продолжительным зимним и коротким летним периодами. Лето короткое, жаркое, плюсовая температура достигает в июле +38ºС. Среднегодовое количество осадков на территории селения 250 мм. Зимой погода ясная, с низкими температурами. Устойчивые холода зимой формируются под действием обширного антициклона, охватывающего северо-восточные и центральные улусы. Средняя месячная температура воздуха в январе находится в пределах от −28˚С до −40˚С. Годовая амплитуда температуры воздуха 89-93ºС. Вегетационный период начинается с 14-16 мая и заканчивается 19-22 сентября. Его продолжительность составляет 124—130 дней.

## История
Основателем села в XIX веке является голова «Средне-Вилюйского» улуса Капитон Андреев.
Тасагар исторически возглавляет Тасагарский наслег (прежнее название III Тогусский наслег, от имени шамана Тасагар, жившего в этих краях) с XIX века.
В годы Великой Отечественной войны 55 сельчан ушли на фронт, 33 из них погибли.
Согласно Закону Республики Саха (Якутия) от 30 ноября 2004 года N 173-З N 353-III село возглавило образованное муниципальное образование Тасагарский наслег.

## Население
| 2002 | 2010 | 2012 | 2013 | 2014 | 2015 | 2016 | 2017 | 2018 | 2019 | 2020 |
| ---- | ---- | ---- | ---- | ---- | ---- | ---- | ---- | ---- | ---- | ---- |
| 571  | ↘544 | ↘536 | ↘532 | ↘516 | ↗540 | ↗552 | ↘549 | ↗563 | ↘551 | ↗554 |
| 2021 |      |      |      |      |      |      |      |      |      |      |
| ↗555 |      |      |      |      |      |      |      |      |      |      |

Национальный состав
Согласно результатам переписи 2002 года, в национальной структуре населения якуты составляли 75 % от общей численности населения в 571 человек.

## Известные жители
Филологи М. А. Андреева, С. И. Васильев, У. М. Михайлова, И. И. Каратаев, У. М. Протопопова, почетный радист СССР И. В. Павлов, заслуженный юрист РФ Н. Н. Каратаев, мелодист В. С. Колтовский и другие.

## Инфраструктура
Водообеспечение осуществляется из открытых водоемов — озера Тайлар и реки Быракан, расположенных от населённого пункта в 5,5 и 7 км соответственно.
В 2019 году Тасагар подключили к оптической сети
экономика
Животноводство (мясо-молочное скотоводство, мясное табунное коневодство).
культура
Дом культуры и библиотека.
В 1921 году по инициативе учителя А. С. Семенова (Мотойуу) открылась изба-читальня. В 1949 году она преобразована в сельский клуб. В 1956 году силами колхозников построен клуб, в 2000 году по Программе «2000 добрых дел» построено новое здание. С 1959 года при клубе работает библиотека.
В 2021 году планируется строительство дома культуры за счёт средств Минкультуры РФ и Фонда будущих поколений.
образование
Тасагарская средняя общеобразовательная школа имени Н. Н. Каратаева, восьмилетняя с 1971 г., средняя с 1994 г., с 1999 г. носит имя Н. Н. Каратаева, с 2000 г. — опорная школа Министерства образования РС (Я). В 2020 году будет сдана в эксплуатацию школа на 80 учащихся.
Детское дошкольное учреждение впервые открылось в 1956 году (заведующая М. В. Сивцева).
10 февраля 2020 года сельский детсад «Мичээр» принял символ эстафеты 100-летия системы дошкольного образования в Якутии. Став на один день столицей Эстафеты Символа столетия Тасагар принял в гостях педагогов Средневилюйского образовательного округа. Лучшие педагоги дошкольных учреждений из Вилюйска провели мастер-классы, презентацию образовательных проектов и другие образовательные мероприятия.
здравоохранение
В октябре 1951 года в частном доме открылся первый фельдшерский пункт (фельдшер В. А. Куклина), в 1974-м возведено новое здание. В 2020 году ведется строительство ФАПа в рамках нацпроекта «Здравоохранение».

## Транспорт
Автодорога федерального значения «Вилюй».